# Dictionnaire culturel en langue française
Der  Dictionnaire culturel en langue française  ist ein 2005 im Verlag Le Robert erschienenes einsprachiges Großwörterbuch der französischen Sprache mit dem Anspruch der Öffnung auf die Weltkultur. Initiator des vierbändigen Werkes neuen Typus war Alain Rey.

## Charakterisierung des Werkes
Der Dictionnaire culturel en langue française hat eine sprachliche und eine kulturelle Komponente. Zum einen handelt es sich um eine bearbeitete (dritte) Auflage des Grand Robert de la langue française. Gegenüber der sechsbändigen zweiten Auflage von 2001 wurde der Text vor allem um viele Zitate gekürzt und außerhalb der Zitate makro- wie mikrostrukturell sowohl gekürzt als auch bereichert.
Die zweite Komponente besteht aus 1 200 eingerahmten Artikeln (von 1 bis sieben Seiten) zum kulturellen Denken Europas und der Welt (von Abbé über Fleur und Pet bis zu Vieillesse), wobei die Öffnung auf die Universalität durch viele aus allen Sprachen übersetzte Zitate unterstrichen wird. Aus den Rahmentexten des Wörterbuchs wird deutlich, dass Reys ursprüngliche Intention darin bestand, übersetzte Zitate in einem französischen Wörterbuch unterzubringen. Das intendierte Gewicht dieser Komponente ergibt sich aus dem langen und umständlichen Untertitel und aus einer angehängten 300-seitigen kommentierten Bibliographie zu den kulturellen Artikeln.
Die Schwäche des auf rund 9 500 Seiten realisierten Konzepts liegt darin, dass die Komponenten in keiner Weise lexikografisch aufeinander bezogen sind. Der kulturelle Block, der in sich als beachtlich gelten kann, wenn auch nur wenige der 100 Autoren als Autoritäten bekannt sind, verdient eine gesonderte Publikation (die im Internet auch realisiert wurde und kostenfrei benutzt werden kann), innerhalb des Wörterbuchs bleibt sie ein Fremdkörper.

## Vollständiger Titel des Wörterbuchs
Dictionnaire culturel en langue française présentant plus de 70 000 mots du français classique, moderne et très contemporain, avec leur origine, leurs sens et leurs emplois clairement définis, illustrés de nombreuses citations littéraires, en exemple de bon usage, de beau style, de pensée et de poésie, ainsi que 1300 articles développant l’histoire et l’état présent des idées, des savoirs, des symboles en maints domaines, arts, littératures, religions, économie, politique, science, technique, histoire et anthropologie, vie quotidienne, passions et pulsions, articles écrits par près de 100 auteurs, spécialistes renommés ou jeunes chercheurs qui le deviendront, articles coordonnés entre eux et avec le vocabulaire français, dans l’ouverture aux cultures européennes et mondiales, pour ce faire, illustrés de nombreuses citations en traduction en autant de fenêtres ouvertes sur les littératures et les penseurs du monde et d’abord de l’Europe en tous temps.

## Gliederung des Wörterbuchs
1.  A - Détisser, 2355 Seiten       
2.  Détonant - Légumineux, 2396 Seiten
3.  Lehm - Réajuster, 2392 Seiten
4.  Réal - Z, 2083, CCCXXII Seiten